# Кастль (Верхня Баварія)
Кастль (нім. Kastl) — громада в Німеччині, розташована в землі Баварія. Підпорядковується адміністративному округу Верхня Баварія. Входить до складу району Альтеттінг. Складова частина об'єднання громад Унтернойкірхен.
Площа — 27,36 км2. Населення становить 2820 ос. (станом на 31 грудня 2020).

## Галерея

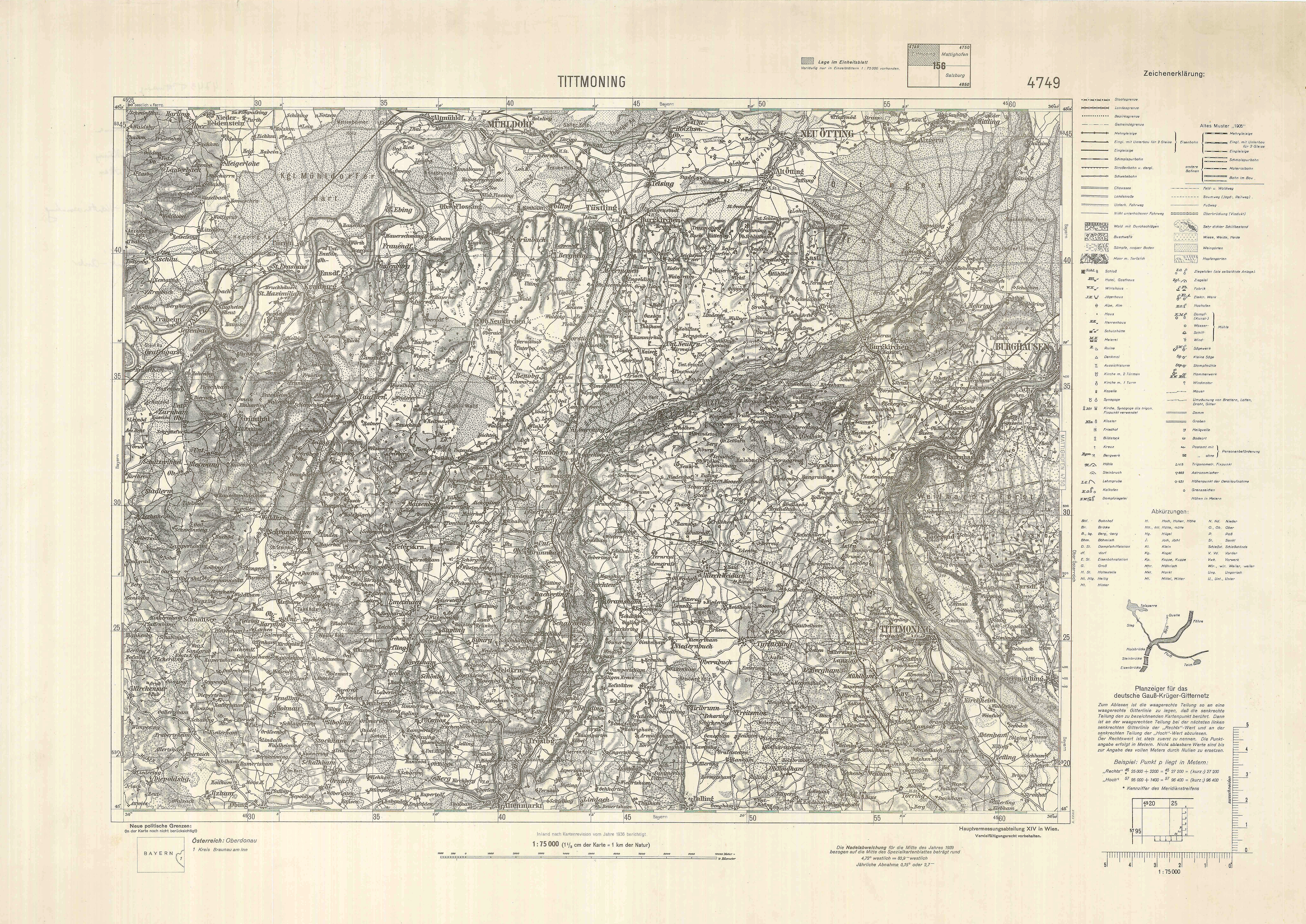